# Augustus Tolton
Augustus Tolton, född 1 april 1854 i Brush Creek, Missouri, död 9 juli 1897 i Chicago, Illinois, var en amerikansk romersk-katolsk präst. Han räknas som den förste färgade prästen i USA, när han prästvigdes år 1886. Han förklarades som vördnadsvärd den 12 juni 2019.

## Biografi
Augustus Tolton var son till slavarna Peter och Martha Tolton; han hade två syskon. Omkring år 1862 flydde modern och barnen till Quincy i Illinois, som inte hade slaveri. Augustus Tolton studerade vid Quincy University och senare vid Påvliga universitetet Urbaniana i Rom. Han prästvigdes i basilikan San Giovanni in Laterano den 24 april 1886 och celebrerade sin första mässa i Peterskyrkan dagen därpå. Tolton hade intentionen hade bli missionär i Afrika, men han sändes istället tillbaka till USA och blev församlingspräst i Quincy. År 1889 blev Tolton anvisad till Chicago, där han verkade till sin död.

## Bilder
| - Vördnadsvärd Augustus Toltons grav. |